# Centroclisis terribilis
Centroclisis terribilis là một loài côn trùng trong họ Myrmeleontidae thuộc bộ Neuroptera. Loài này được Prost miêu tả năm 1999.